# Großrosseln
Großrosseln település Németországban, azon belül Saar-vidék tartományban. Lakosainak száma 7891 fő (2023. december 31.). Großrosseln Forbach községgel határos.

## Közigazgatás
A 6 településrész:
- Dorf im Warndt
- Emmersweiler
- Großrosseln
- Karlsbrunn
- Naßweiler
- St. Nikolaus

## Galéria

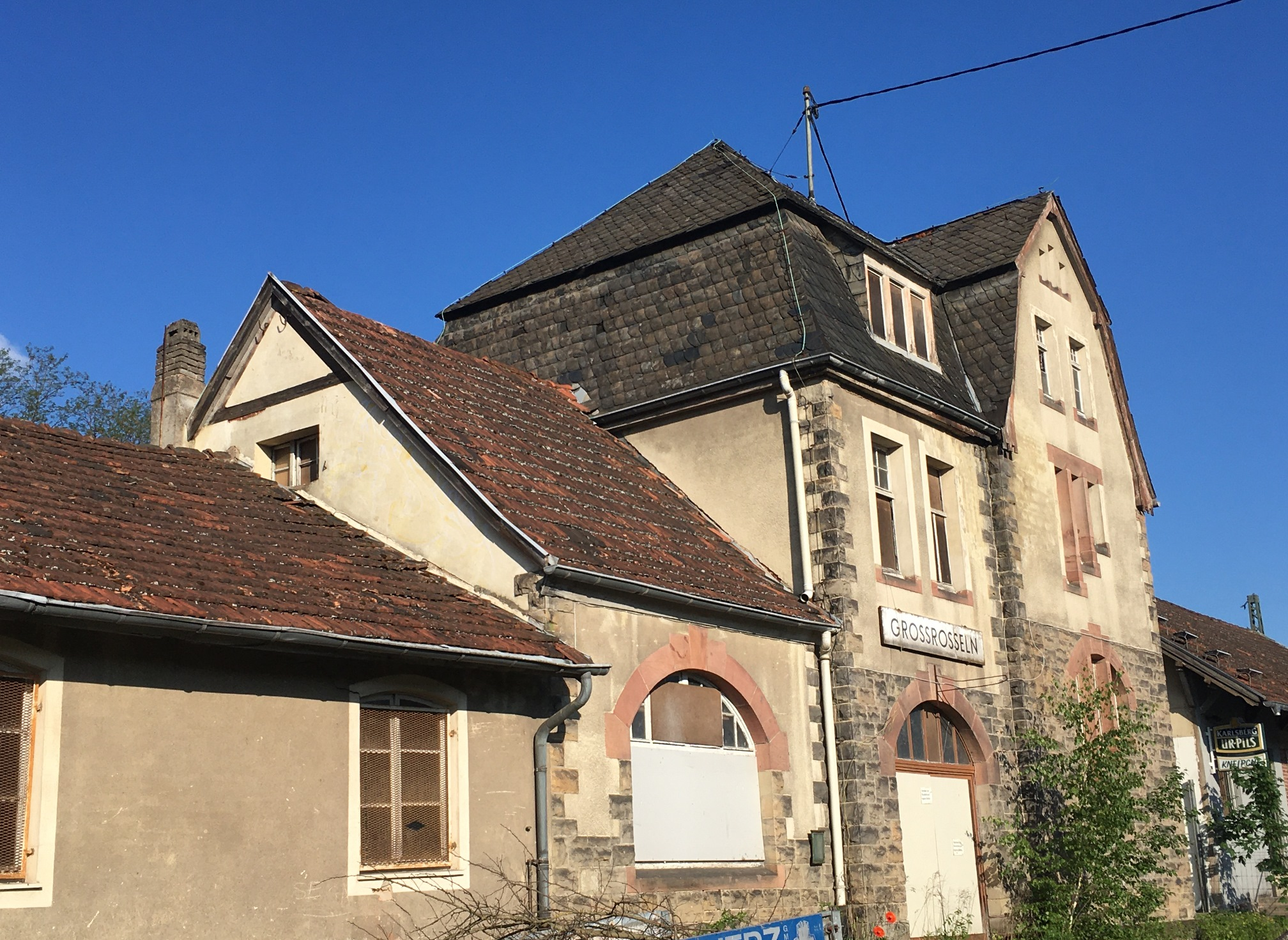
A régi állomási épület
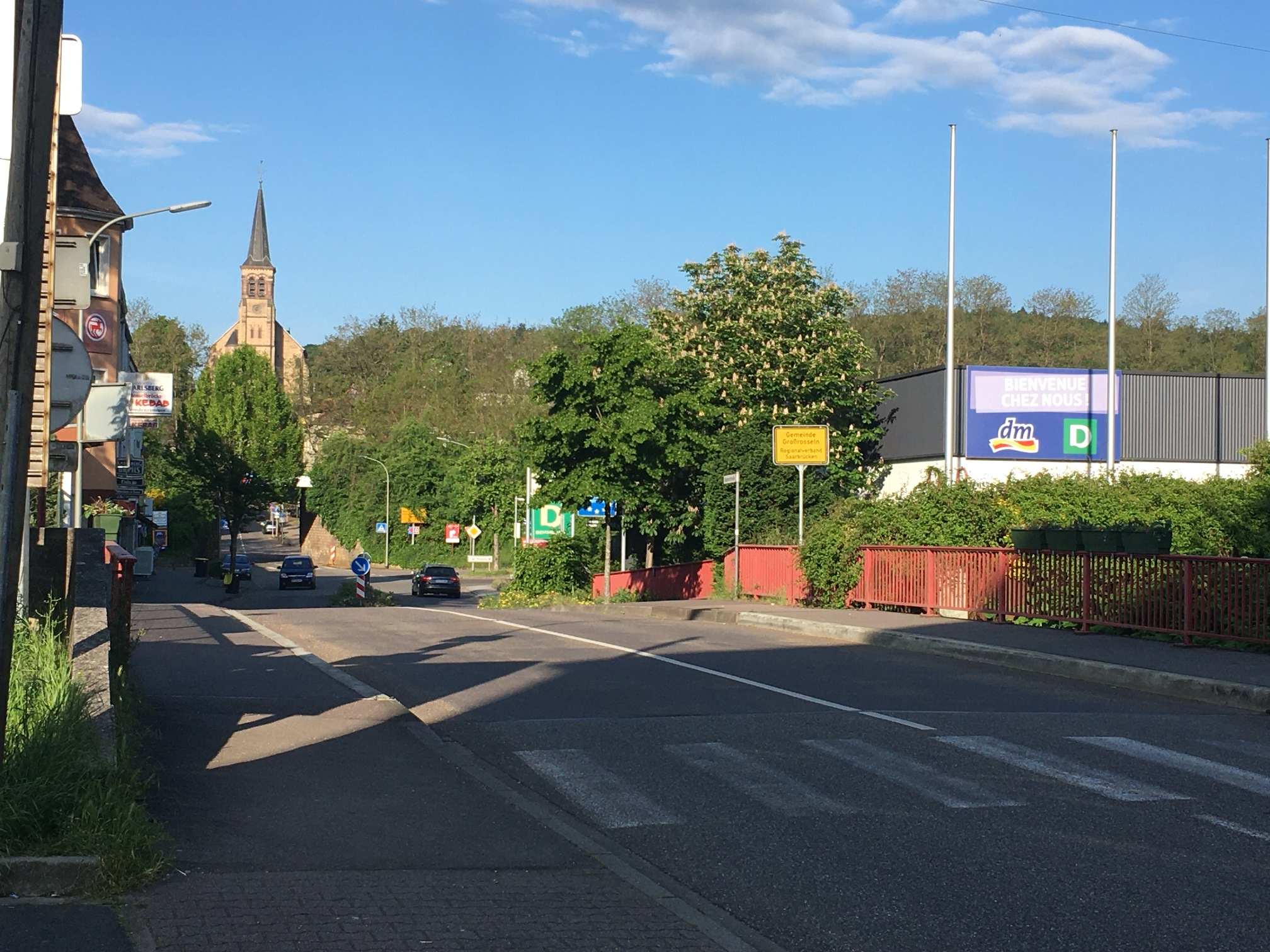
határátlépés Petite-Rosselle – Großrosseln
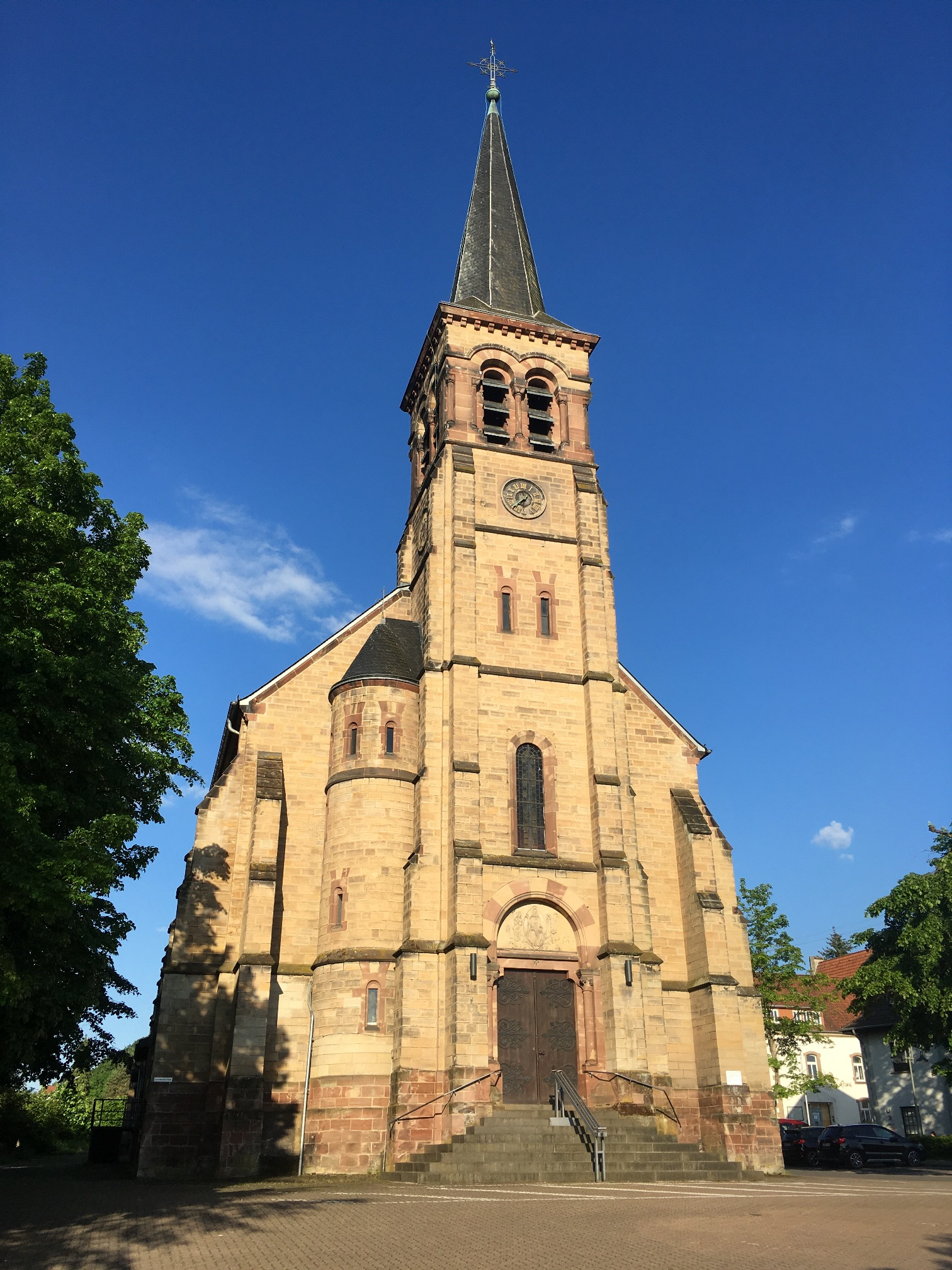
A katolikus templom Wendalinus Großrosseln
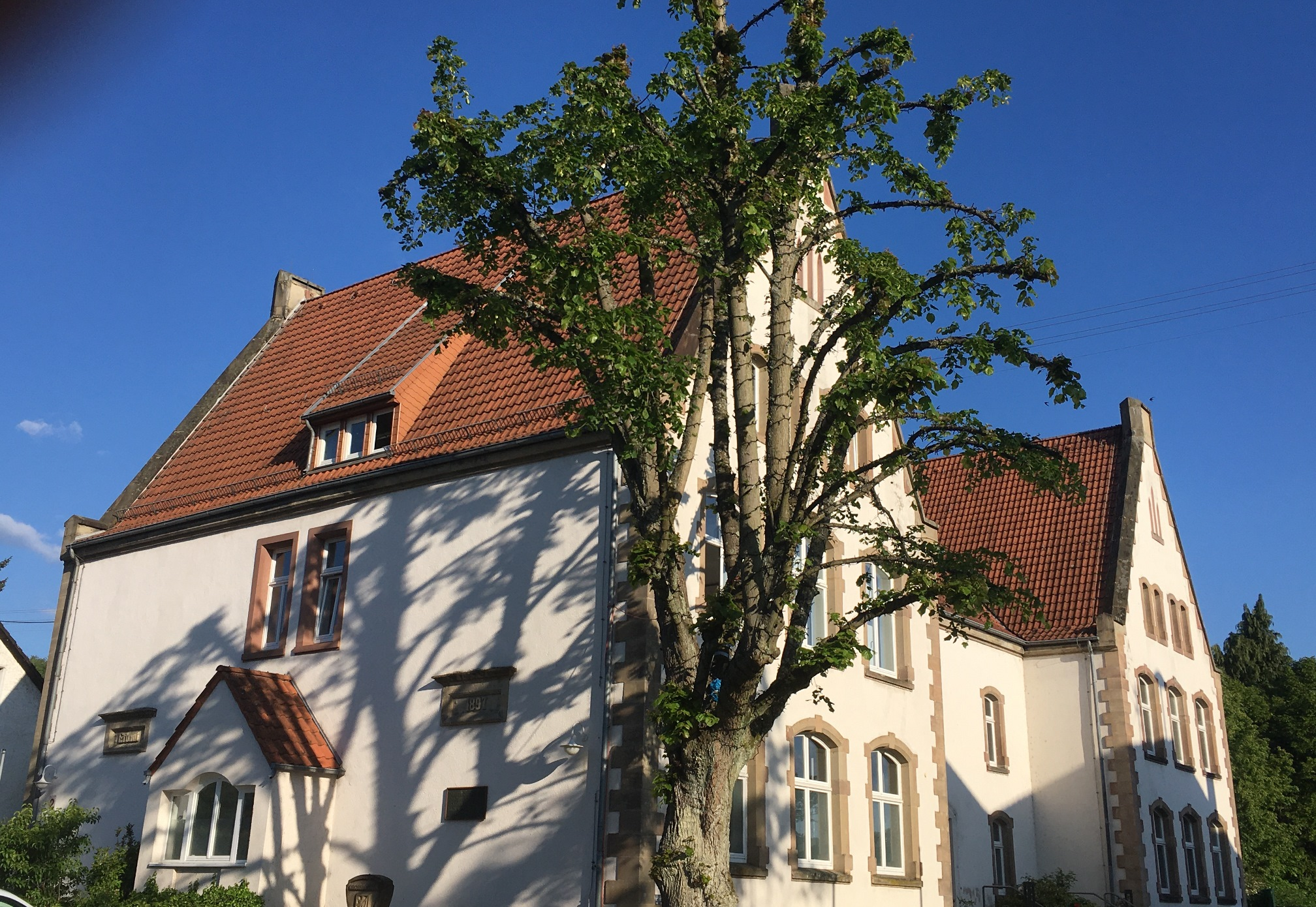
A tanćsház Großrosseln
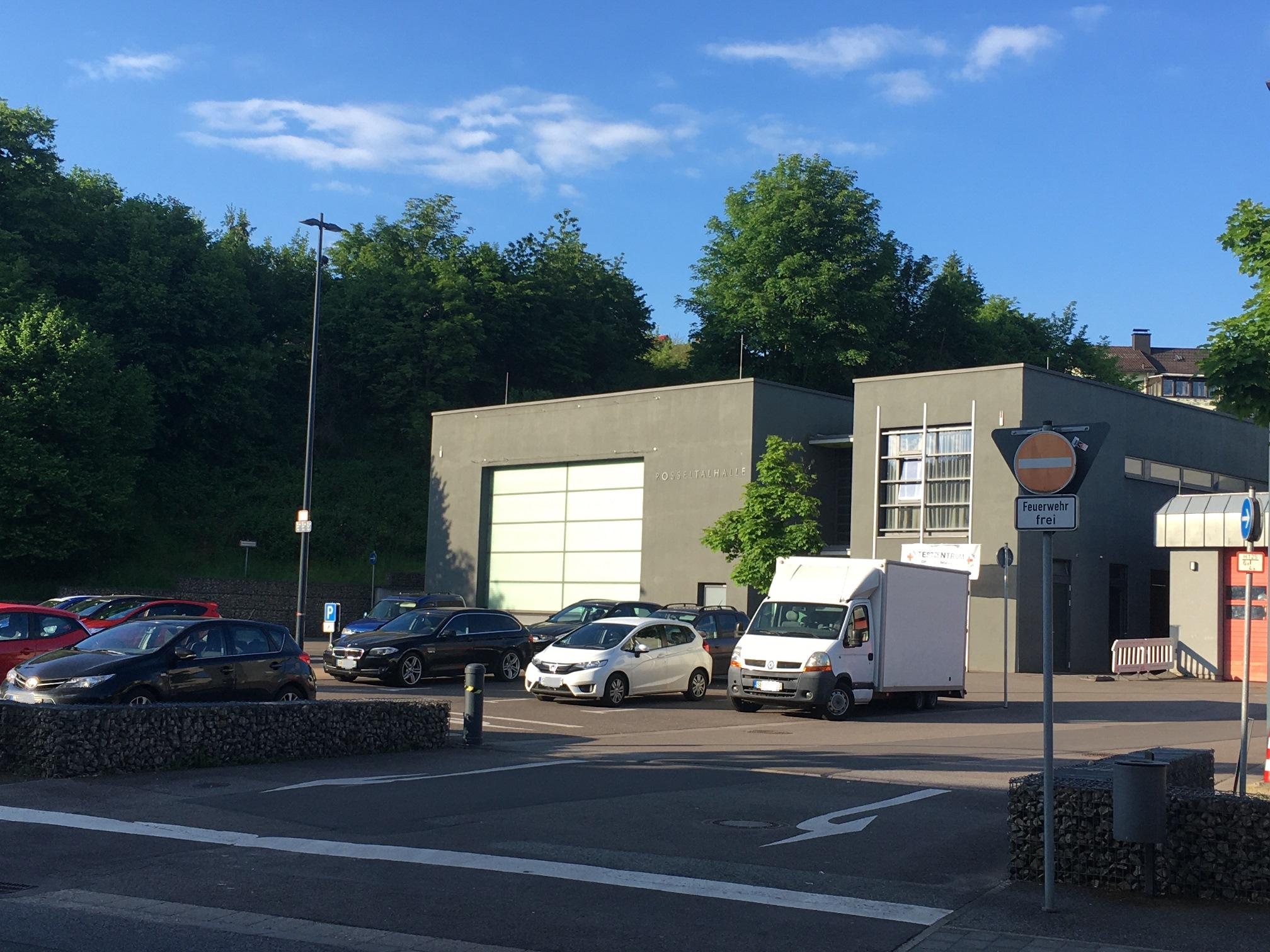
Rosseltalhalle Großrosseln
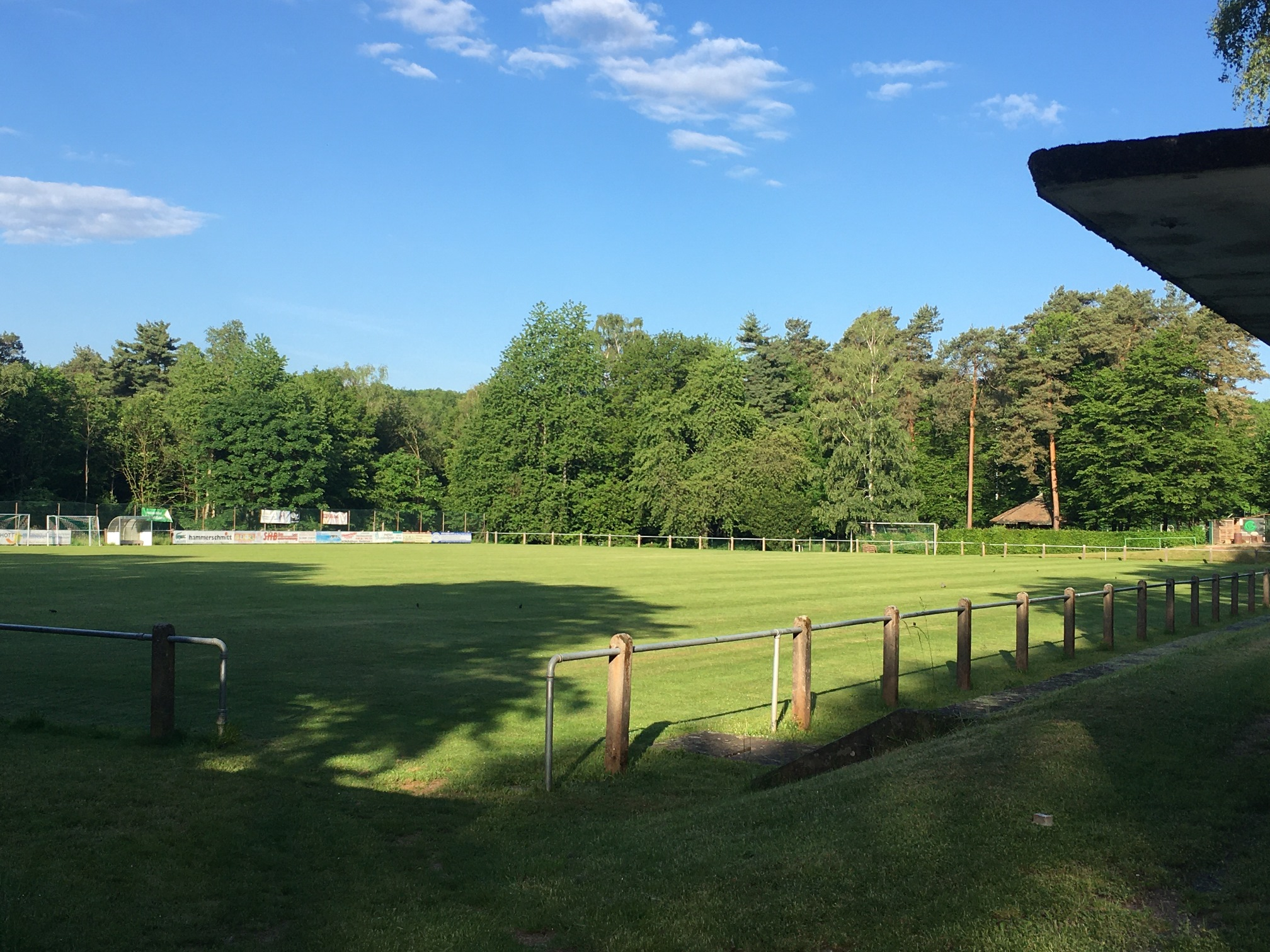
A sportpálya Nachtweide Großrosseln

## Népesség
A település népességének változása:
| Lakosok száma | 10 552 | 8023 | 7972 | 7953 | 7939 | 7891 |
|               | 1975   | 2017 | 2019 | 2021 | 2022 | 2023 |